# バーバラ・ミンティ
バーバラ・ミンティ（Barbara Minty、1953年6月11日 - ）は、婚姻名のバーバラ・ミンティ・マックイーン (Barbara Minty McQueen) としても知られるアメリカ合衆国の元ファッション・モデル、写真家、著作家。映画スターであったスティーブ・マックイーンの3番目の妻、未亡人。

## 経歴
ミンティは、ワシントン州シアトルに生まれ、オレゴン州コーバリスで育ち、1971年にコーバリス高等学校を卒業した。
ミンティは、1970年代に、ニューヨークへ赴き、有力なモデル・エージェントであったアイリーン・フォードや、後にはロサンゼルスのニーナ・ブランチャード (Nina Blanchard) と契約して、人気モデルとなり、『コスモポリタン』、『グラマー』、『スポーツ・イラストレイテッド』をはじめ何十誌もの雑誌の表紙を飾り、多数の広告に登場した。
1977年7月、スティーブ・マックイーンはミンティの写真を、移動中の機内で見かけたクラブメッドの広告で見かけ、次作として予定されていた映画『トム・ホーン』のオーディションをしたいとして、自分の代理人を通して彼女との面会を手配した。面会後間も無く、ふたりは同棲生活に入り、彼女はスティーブが死ぬまでの足掛け4年間にわたってその側に居続けた。ふたりが自宅で、身内での結婚式を挙げたのは、スティーブが死去する1980年11月7日より10ヶ月ほど前にあたる1月16日であった。
夫の死後、ミンティはアイダホ州に所有する牧場に移り住み、4年間ほどある男性と深い関係をもったが、その後はもっぱらマックイーンの未亡人として夫の顕彰活動に努めるようになった。
彼女は、2006年に、夫と過ごした時間について、マーシャル・テリルとの共著で『Steve McQueen: The Last Mile』を出版し、自ら撮影した写真多数を収録した。さらに2012年には、再びテリルとの共著で『Steve McQueen: The Last Mile…Revisited』を出版した。
2012年、ミンティはアスベスト有害性認識普及協会 (ADAO) に協力してアスベスト（石綿）禁止を訴える運動に参加し、7月16日には連邦下院のスタッフ・ブリーフィングに参加してアスベストの即時禁止を訴えた。
ミンティは、スティーブ・マックイーンを取り上げたドキュメンタリー映画にも様々な形で関わっており、2017年の映画『Steve McQueen: American Icon』ではエグゼクティブ・プロデューサーのひとりとして名を連ねた。